# Karl Safaric
Karl Safaric (Niklasdorf (Stiermarken), 28 mei 1944) is een Oostenrijks componist en dirigent.

## Levensloop
Safaric werd in 1964 lid van de Militärmusik des Militärkommandos Kärnten. Tegelijkertijd studeerde hij aan het Kärntner Landeskonservatorium in Klagenfurt. Hij arrangeerde en componeerde werken voor dit orkest. 
Later werd hij met zijn bewerkingen en composities niet alleen in Oostenrijk, maar ook in het buitenland bekend. 

## Composities

### Werken voor harmonieorkest
- 1975 California, ouverture
- 1975 Gut gelaunt, ouverture
- 1975 Hoch hinaus, mars
- 1976 Cirkuspremiere, ouverture
- 1976 Ferienreise, schetsen
- 1976 Fortuna, ouverture
- 1976 San Francisco, fantasie
- 1976 Welcome to Cyprus, mars (van de troepen van de Verenigde Naties op Cyprus)
- 1977 Souvenir aus Kärnten, schetsen
- 1978 Heiteres Wochenende
- 1979 Cupfinale, ouverture
- 1979 Holiday, ritmisch intermezzo
- 1979 Schöne Heimat, wals
- 1980 Fiesta, Mexicaanse schetsen
- 1983 Kreuzfahrt, ouverture
- 1985 Thalia, ouverture
- 1991 El Pedro
- 1994 Feierliche Eröffnungsmusik
- 1995 Treffpunkt Jugend
- 1996 Black Jack
- 1996 Burgfest, ouverture
- 1996 Dreamy, voor trompet en harmonieorkest
- 1997 Festpolonaise
- 1997 Freedom for all, mars
- 1997 Glorious Day-Ouvertüre
- 1997 Jubelfeiermarsch
- 1997 Referenzmarsch
- 1997 Weinland, polka
- 1998 Classy session for Band
- 1999 Caribbean Summer
- 1999 Fest der Blasmusik, mars
- 1999 Festivo
- 1999 Prelude für Blasorchester
- 2002 Concertino, voor tuba en harmonieorkest
- A little song for band
- Boarische Posaunen, voor trombone en harmonieorkest
- Böhmischpolka
- Brilon - Stadt des Waldes am Rothaarsteig (Blasorchester Brilon Festmarsch)
- Celebration
- Eröffnungsfanfare
- Festlicher Auftakt
- Festtags-Polka
- Freetime-Boogie
- Freie Bahn
- Goodbye
- Green Berets, mars
- Introduction
- Jubiläumsfest, overture
- Junge Garde, mars
- Kleine Festmusik
- Kolping-Fanfare
- Mexican Fire
- Mexican ole, selectie
- Mons Carantanus
- Musikantenfreundschaft
- Opening, Blues, Cha-cha-cha
- Ouverture Piccolo
- Panama, intermezzo voor trombone en  harmonieorkest
- Party-Cocktail
- Ping-Pong, voor trombone en harmonieorkest
- Posaunenpromenade, voor drie trombones en harmonieorkest
- Posaunistenkniffe, voor drie trombones en harmonieorkest
- Regio falconis, schetsen
- Südliche Ouvertüre
- The faith is living
- The Trombone Man, mars
- Trombones and Trumpets, Latin-Fox voor 3 trombones, 4 trompetten en harmonieorkest
- Trumpet Valse, voor trompet en harmonieorkest
- Vivat Carinthia, mars
- Wagnerfanfare
- Welcome to Austria, wals

### Missen en gewijde muziek
- Bläser-Messe, voor harmonieorkest